# Microsoft Outlook
Microsoft Outlook je program za primanje i slanje e-pošte, organizaciju vremena pomoću kalendara, te izradu adresara i dodavanje kontakata. Proizvod je tvrtke Microsoft, a sastavni je dio programskog paketa Microsoft Office. Outlook je dostupan i za Windows 10 Mobile, iOS i Android.

## Mogućnosti

### Prikazivanje HTML-a
Outlook 2007 prva je inačica Outlooka koja koristi Microsoft Word, a ne Internet Explorer, za prikazivanje HTML e-pošte. Zbog te promjene, HTML i CSS sadržaj kojeg Word ne može učitati više nije podržan. S pozitivne strane, HTML poruke stvorene u Wordu izgledaju kao što ih je zamislio autor. Ova promjena utječe i na razni promidžbeni materijal s naprednim CSS-om i HTML-om koji korisnici primaju u obliku e-poruka pa tako više nisu podržani razni obrasci i upitnici.

### CSS i HTML podrška
Podrška za CSS u Outlooku za Windows veoma je ograničena u odnosu na druge klijente za e-poštu. CSS1 i CSS2 specifikacije nisu potpuno implementirane pa se mnoga svojstva CSS-a mogu koristiti samo s određenim HTML elementima kako bi se postigao željeni efekt. Neki HTML atributi pomažu u ispravnom prikazivanju e-pošte u Outlooku, ali većina tih atributa je odbačeno u HTML-u 4.0. Kako bi se postigla bolja kompatibilnost s Outlookom, većina HTML poruka stvoreno je uz pomoć tablica. Podrška za standarde nije poboljšana još od izdavanja Outlooka 2007.

### Kompatibilnost kalendara
Outlook ne podržava potpuno standarde za sinkronizaciju kalendara i kontakata kao što su iCalendar, CalDAV, SyncML i vCard 3.0. Microsoft tvrdi da je Outlook 2007 potpuno kompatibilan s iCalendarom, iako ne podržava neke osnovne elemente kao što su VTODO i VJOURNAL. Outlook podržava vCard 2.1, ali ne i više kontakata u jednoj vCard datoteci.

### Dodatci
Outlook podržava dodatke koji proširuju njegove mogućnosti i omogućuju automatizirano izvođenje nekih operacija. Te dodatke moguće je razvijati u Microsoft VisualStudiju, ali i u razvojnom softveru trećih strana (kao što je Add-in Express). Outlook dodatci nisu kompatibilni s Outlook web-aplikacijom.

## Namjena
MIcrosoft Outlook služi za pisanje novih, slanje, primanje i organizaciju e-pošte, organizaciju vremena pomoću kalendara te stvaranje velike baze kontakata pomoću adresara. Prvenstveno je namijenjen poslovnim korisnicima.

## Inačice
Posljednja inačica Microsoft Outlooka je Outlook 2016, koji je sastavni dio paketa Microsoft Office 2016.

### Microsoft Windows

#### Outlook 2007
Outlook 2007 postao je dostupan u siječnju 2007. Neke od novih mogućnosti u Outlooku 2007 su:
- novo sučelje nazvano Office Fluent
- spremanje u PDF ili XPS obliku
- poboljšana integracija s Microsoft Office SharePointom
- HTML e-poruke prikazane su pomoću Worda umjesto Internet Explorera
- tražilica temeljena na Windows Desktop Searchu
- RSS agregator
- slanje informacija iz kalendara
- itd.

#### Outlook 2010
Outlook 2010 izdan je u srpnju 2010. godine. Neke od novih mogućnosti su:
- poboljšano sučelje
- poboljšana To-Do mogućnost
- "People Pane"
- poboljašana IMAP podrška
- itd.

#### Outlook 2013
Outlook 2013 izdan je 29. siječnja 2013. Neke od novih mogućnosti predstavljenih u ovoj inačici su:
- Exchange ActiveSync
- poboljšana IMAP podrška
- "People hub"
- kompresija .ost datoteka
- poboljšane performanse
- itd.

#### Outlook 2016
Outlook 2016 najnovija je inačica Outlooka, predstavljena u rujnu 2015. Neke od novih mogućnosti su:
- dodavanje priloga iz cloud servisa
- redizajn grupa
- "Tell Me"
- itd.

### Mac OS i OS X
Microsoft je izdao nekoliko inačica Outlooka za Mac OS od kojih je posljednja bila Outlook for Mac 2001. Outlook for Mac nije bio dio Office for Mac paketa uredskih alata i podržavao je samo Exchange servere. Microsoft je predstavio Microsoft Entourage kao zamjenu za Outlook za Mac OS. Entourage je bio dio Office for Mac 2001 paketa. Podrška za Exchange servere dodana je u inačici 2004 Service Pack 2, iako samo djelomično. Poboljšana podrška za Exchange servere stigla je u inačici 2008 Web Services Edition.
Outlook for Mac 2011 zamijenio je Entourage. Donio je mnoga pobljšanja i nove mogućnosti koje nije imao Entourage. To je prva inačica Outlooka za Mac OS X. Ispočetka je podržavao Sync Services mogućnost Mac OS-a X samo za kontakte, ali ne i za događaje, zadatke i bilješke. Inačicom 14.1.0 (service Pack 1), predstavljenom u travnju 2011., Outlook je dobio podršku za sinkronizaciju kalendara, bilješki i zadataka s Exchangeom 2007 i 2010.
Microsoft je izdao Outlook for Mac (v15.3 build 141024) 31. listopada 2014. zajedno s Officeom 365.

### Pregled inačica
| Naziv                        | Inačica | Datum izdavanja     |
| ---------------------------- | ------- | ------------------- |
| Outlook for MS-DOS           | -       | -                   |
| Outlook for Windows 3.1x     | -       | -                   |
| Outlook for Macintosh        | -       | -                   |
| Outlook 97                   | 8.0     | 16. siječnja 1997.  |
| Outlook 98                   | 8.5     | 21. lipnja 1998.    |
| Outlook 2000                 | 9.0     | 27. lipnja 1999.    |
| Outlook 2002                 | 10      | 31. svibnja 2001.   |
| Office Outlook 2003          | 11      | 20. studenog 2003.  |
| Office Outlook 2007          | 12      | 27. siječnja 2007.  |
| Outlook 2010                 | 14      | 15. srpnja 2010.    |
| Outlook 2011 for Mac         | 14      | 26. listopada 2010. |
| Outlook 2013                 | 15      | 29. siječnja 2013.  |
| Outlook for Mac              | 15.3    | 31. listopada 2014. |
| Outlook for Phones & Tablets | 1.3     | 2015.               |
| Outlook 2016                 | 16      | 22. rujna 2015.     |
| Outlook 2016 for Mac         | 16      | 27. rujna 2015.     |

## Datotečni formati
Sprema datoteke u HTML-u, kao Outlookoov predložak (OTF) i drugim formatima.